# Скорбно Анастасия шла
«Скорбно Анастасия шла» (рум. Duios Anastasia trecea) — румынский фильм 1980 года режиссёра Александру Татоша, экранизация одноимённого рассказа Думитру Раду Попеску (опубликованного в прозаическом сборнике в 1967 году). Главные роли исполнили актеры Анда Онеса и Амза Пелля.

## Сюжет
Пограничный город на Дунае, 1944 год. Один из немецких офицеров убит партизанами. Виновного поймали и казнили. Его тело бросили в деревне, и никому не разрешили его похоронить. Лишь девушка по имени Анастасия отказывается подчиниться приказу.

## В ролях
- Анда Онеса[рум.] — Анастасия, молодая учительница[1]
- Амза Пелля — Костайше, мэр коммуны, сторонник коллаборационистов
- Ласло Тарр — Стойковичи, сельский трактирщик, укрывающий сербских партизан
- Биро Левенте[венг.] — врач-бабник
- Кристиан Гицэ — «Тяжелоатлет», мускулистый бродяга
- Рэзван Онеса — Михай, ученик Анастасии
- Имола Гашпар[рум.] — служанка в таверне

## Восприятие
За роль в этом фильме Онеса была признана лучшей актрисой на МКФ в Карловых Варах (разделив награду с Биргит Долль за фильм Максимилиана Шелла «Сказки Венского леса»).
Фильм посмотрели 1 369 514 зрителей в кинотеатрах Румынии, о чём свидетельствует статистика количества зрителей румынских фильмов с даты премьеры по 31 декабря 2014 года, составленная Национальным центром кинематографии.